# Classe Vauquelin
La classe Vauquelin era una classe cacciatorpediniere francesi, impostate tra il 1929 che entrarono in servizio a partire dal 1931. Queste grosse unità differivano dalle precedenti classe Aigle per la sola adozione di un tubo lanciasiluri aggiuntivo. Rappresentarono la base per la successiva classe Le Fantasque.
Ne vennero costruite sei unità, dai nomi di eminenti personalità francesi, che trovarono impiego durante la seconda guerra mondiale.

## Unità
- Cassard: in onore del capitano Jacques Cassard, At & Ch de Bretagne, Nantes, completata 10 settembre 1933
- Chevalier Paul: in onore dell'ammiraglio Chevalier Paul, F & Ch de la Méditerranée, Le Havre, completata 20 luglio 1934
- Kersaint: in onore dell'ammiraglio Armand de Kersaint, costruita da At & Ch de la Loire St Nazaire, completata 31 dicembre 1933,
- Maillé Brézé: in onore del maresciallo di Francia del XVII secolo, Urbain de Maillé-Brézé, costruita da At & Ch de St Nazaire Panhoet, completata 6 aprile 1933
- Tartu: costruita da At & Ch de la Loire St Nazaire, completata 31 dicembre 1932,
- Vauquelin: in onore di Louis Nicolas Vauquelin, costruita da At & Ch de France Dunkerque, completata 3 novembre 1933